# Смолянский замок

Уцелевшая башня изнутри.

Смольянский замок (бел. Смальянскі замак) или Замок «Белый Ковель» (бел. Замак «Белы Ковель») — руины замка, находящиеся на берегу речки Дерновки, на территории агрогородка Смольяны Оршанского района Витебской области Белоруссии.

## Описание
Замок построен во втором десятилетии XVII в. по приказу князя Семёна Сангушко-Ковельского и представлял собой прямоугольное в плане сооружение размером 25 х 50 метров. Помещения замка были трёхэтажными. На каждом углу здания находились башни, выполнявшие роль жилых помещений, о чём свидетельствуют расположенные в них окна. Рядом с воротами находилась 5-этажная, пятиугольная в плане, башня. Внешние стены замка имели толщину 1,2-1,7 метра.
Сохранившиеся инвентари 1739 и 1742 годов свидетельствуют, что «…замок, мурованый на копцы», был вокруг «водою облит». В каменных въездных воротах полотнища из прочных сосновых досок, прибитых большими гвоздями и усиленных железными рейками. В жилых помещениях стояли печи, обложенные белой «кафлей» с изображением герба — «Погони».

## История
Находясь недалеко от восточной границы Великого княжества Литовского, замок был разрушен во время русско-польской войны 1654—1667 годов и северной войны 1700—1721 годов. Тогдашний владелец замка — Павел Кароль Сангушко — выступил в северной войне на стороне шведов. В замке держал оборону шведский генерал-адъютант Канифер во главе около 200 солдат. В результате удачного штурма укрепления были захвачены русскими войсками, а генерал Канифер попал в плен. Отступая, войска Петра I частично взорвали замок, чтобы не оставлять его двигавшейся сюда шведской армии. После этих событий основной резиденцией рода Сангушек становится Гродно, а смольянский замок начинает приходить в запустение.
После восстания 1830—1831 годов замок был конфискован у его собственников и передан коллежскому асессору Василию Семёнову, который продал его «на кирпич». В 1860—1870 годах остатки замка перешли в собственность статского советника В. А. Титова, который не только прекратил его разборку, но и на собственные средства произвёл консервацию сохранившейся башни и укрепил её основание небольшими контрфорсами.

## Современное состояние
На сегодняшний день частично сохранилась главная пятиярусная башня с частью примыкающей к ней стены, фрагменты фундамента по всему периметру замка, подвальные помещения.

## В искусстве

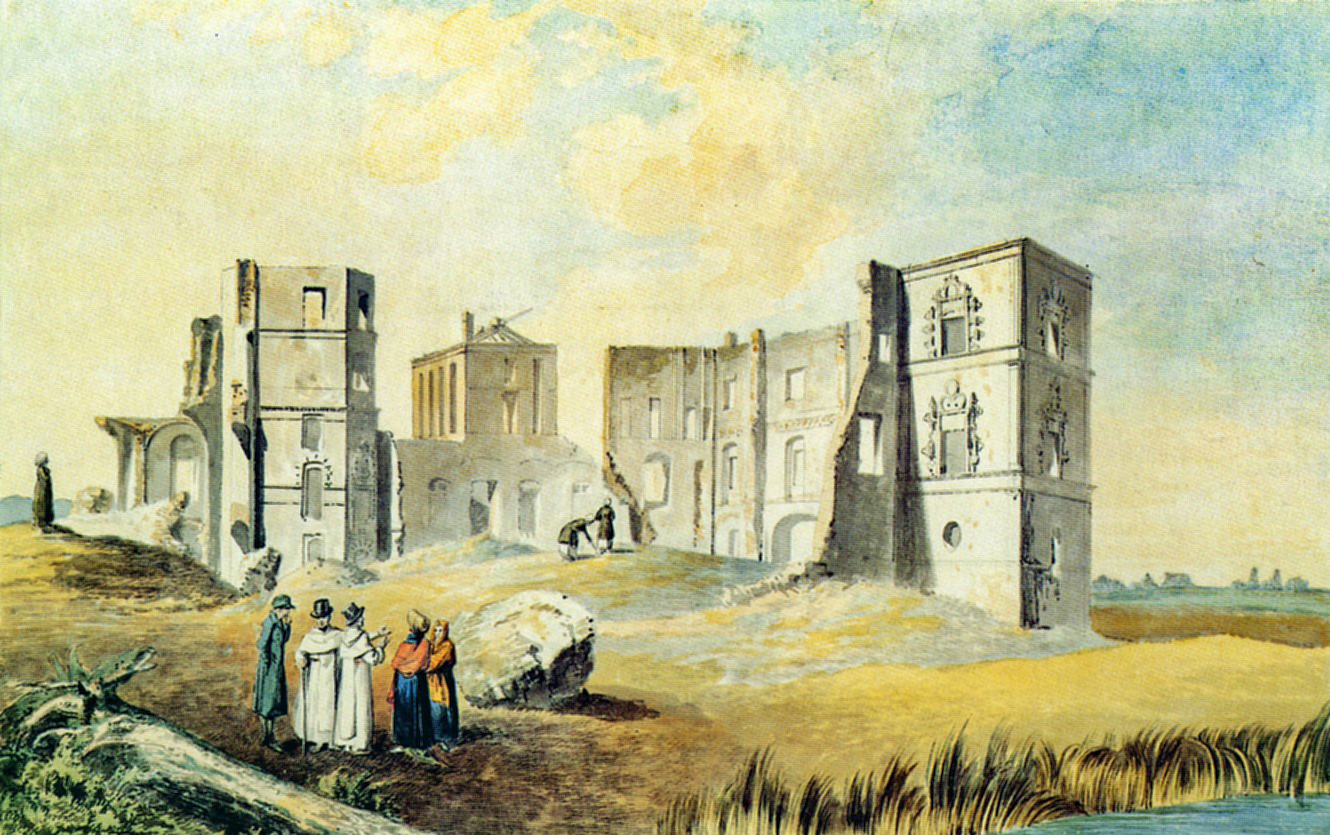
Ю. Пешка Замок в Смольянах. конец XVIII века
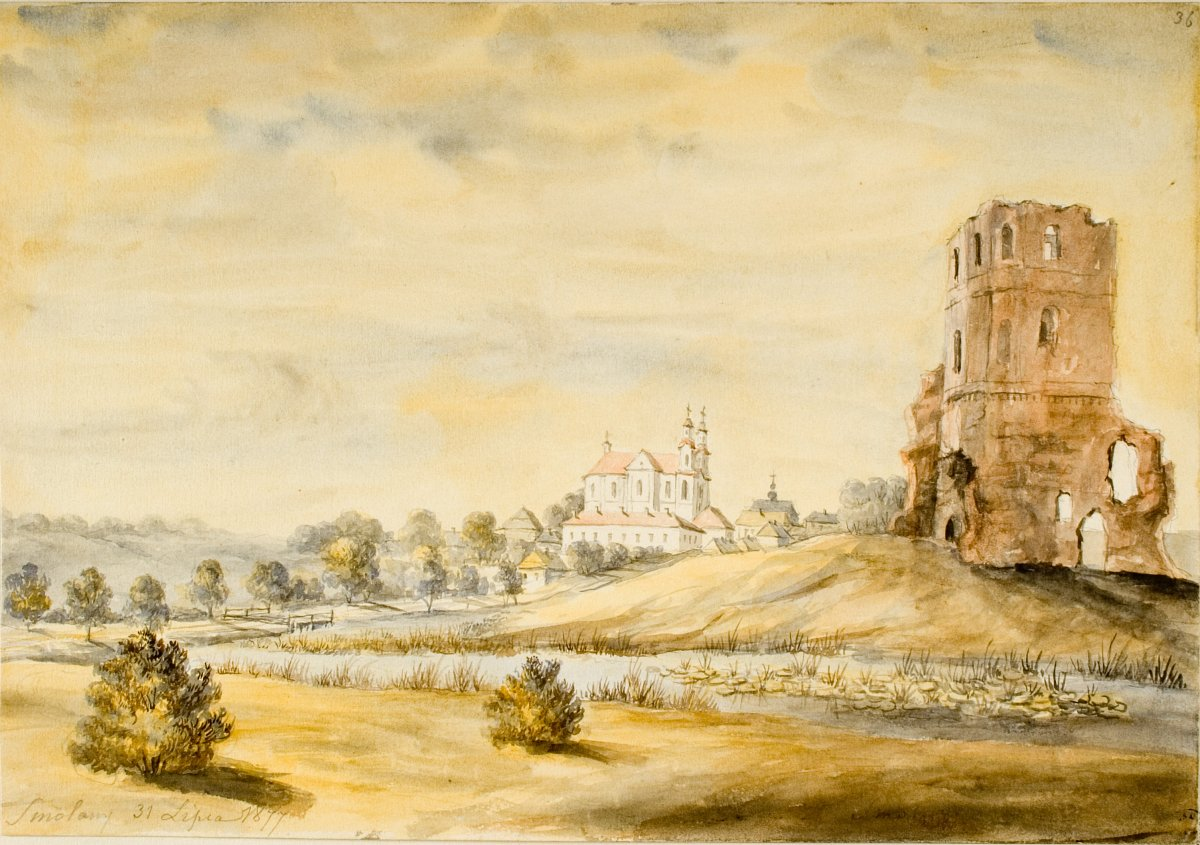
Н. Орда Смоляны. 2-я пол. XIX века